# Секинчау-Белиранг
Секинчау-Белиранг (индон. Sekincau Belirang) — кальдера на острове Суматра в Индонезии. Находится недалеко от южного края двойной кальдеры Белиранг и Балак (имеют диаметр 2 и 2,5 км). Абсолютная высота кальдеры Секинчау-Белиранг составляет 1717 м, кратер имеет диаметр 300 м. Последнее извержение произошло, предположительно, в период голоцена. На сегодняшний день наблюдается фумарольная активность на дне кальдеры Секинчау и южных и юго-восточных флангах кальдеры Балак.